# Tomaína

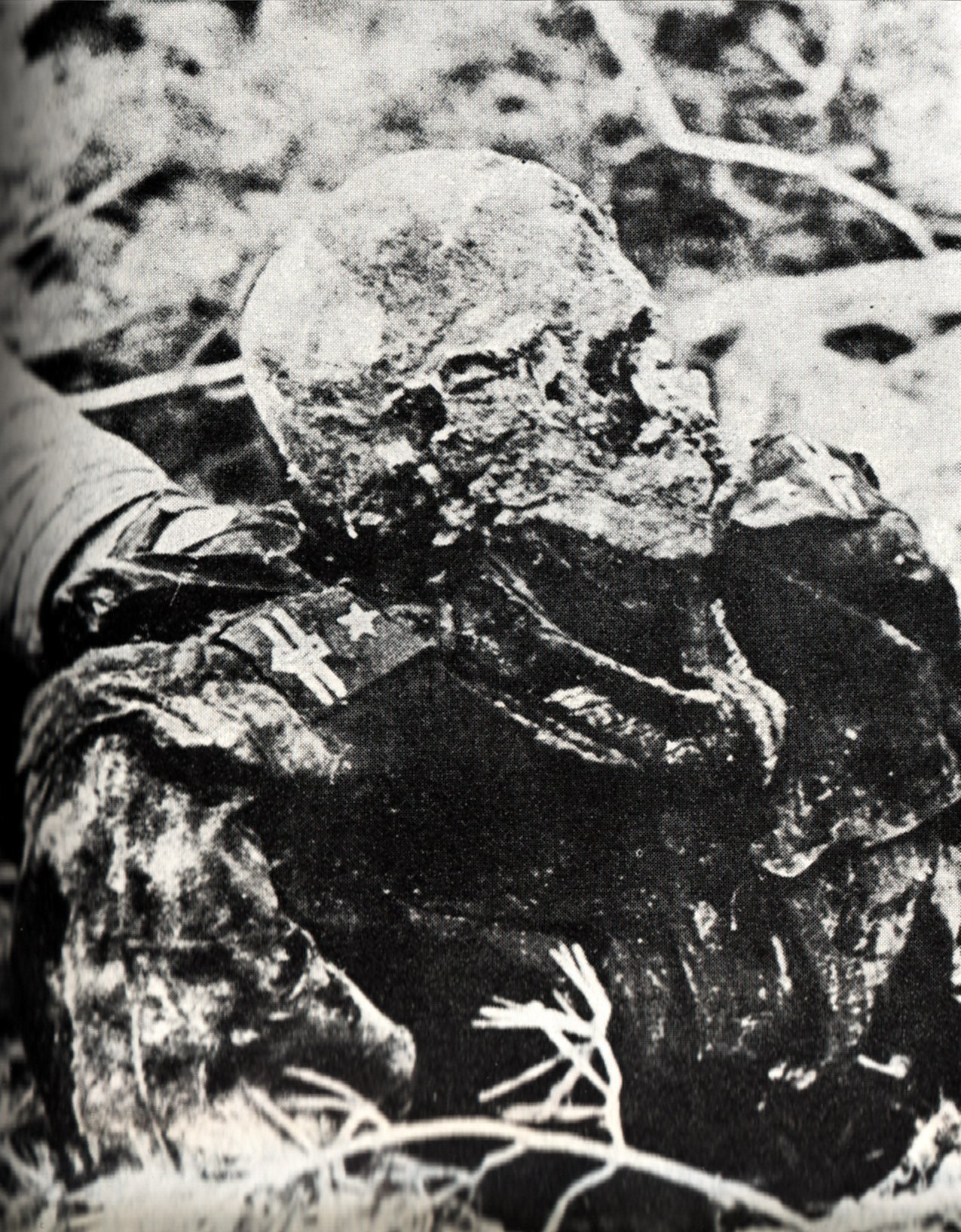
Photo from 1943 exhumation of mass grave of polish officers killed by NKVD in Katyń Forest in 1940.

Las tomaínas o ptomaínas son un tipo de compuestos orgánicos nitrogenados formados por la acción de las bacterias responsables de la putrefacción sobre la materia nitrogenada. 
Las tomaínas son similares en sus propiedades químicas, físicas y fisiológicas a los alcaloides, que son bases vegetales nitrogenadas, a las leucomaínas, producidas normalmente en el cuerpo de los animales, y a ciertas toxinas, que son productos de secreción de animales y bacterias. La mayoría son aminas y contienen el radical NH2; algunas, como la putrescina, NH2(CH2)4NH2, y la cadaverina, NH2(CH2)5NH2, comunes en la carne podrida, son diaminas y se forman en la descomposición de los aminoácidos correspondientes. 
Algunas tomaínas son venenosas, aunque la mayoría son inofensivas. El término tomaína se aplicaba antiguamente a todos los venenos nitrogenados, incluyendo alcaloides y toxinas. El término envenenamiento por tomaína se usa erróneamente para indicar una enfermedad que es producida (según se ha descubierto) por toxinas bacterianas.